# Борец, Иван Григорьевич
Иван Григорьевич Борец (1920—1990) — генерал-майор пограничных войск КГБ СССР, начальник Высших пограничных командных курсов КГБ при Совете министров СССР в 1970—1975 годах, кандидат военных наук.

## Биография
Уроженец села Липовка. Украинец. Окончил 8 классов школы, с 1938 года служил в пограничных войсках НКВД СССР. Окончил в 1940 году Харьковское военное училище НКВД, член ВКП(б) с 1942 года. Участник советско-японской войны, в августе 1945 года занимал пост старшего помощника начальника 5-го отделения 78-го пограничного отряда Управления пограничных войск НКВД Хабаровского округа.
В генерал-майоры был произведён 14 мая 1962 года. В пограничных войсках КГБ СССР занимал следующие должности:
- Начальник пограничного отряда Управления пограничных войск КГБ Прибалтийского округа
- 1-й заместитель начальника Управления пограничных войск КГБ Тихоокеанского округа — начальник штаба (до 1963)
- 1-й заместитель начальника войск Закавказского пограничного округа КГБ — начальник штаба (1963—1967)
- Заместитель начальника войск пограничного округа КГБ (1967—1970)
- Начальник Высших пограничных командных курсов КГБ при Совете министров СССР (январь 1970 — декабрь 1975)
- Помощник начальника Главного управления Пограничных войск КГБ при СМ СССР по научной работе (1975—1982)

Автор диссертации на соискание степени кандидата исторических наук, посвящённой пограничным войскам КГБ СССР. В отставке с 1982 года.
Похоронен в Москве на Троекуровском кладбище.

## Награды
- Орден Красной Звезды (2 сентября 1945)[1][2] — за умелые действия в разведке и уничтожении японского полицейского отряда, проявленные при этом мужество и героизм[4]
- Медаль «За победу над Германией в Великой Отечественной войне 1941-1945 гг.» (9 мая 1945)[2]
- Медаль «За победу над Японией» (30 сентября 1945)[2]